# Poa major
Poa major là một loài thực vật có hoa trong họ Hòa thảo. Loài này được D.F.Cui miêu tả khoa học đầu tiên năm 1987.